# جان پرزنیتس
جان پرزنیتس (انگلیسی: John Prausnitz؛ زادهٔ january ۷, ۱۹۲۸ (۹۷ سال)) دانشمند در زمینه مهندسی شیمی اهل ایالات متحده آمریکا است.
وی همچنین برندهٔ جوایزی همچون نشان ملی علوم شده‌است.